# Per Gessle
Per Håkan Gessle (Halmstad, 1959. január 12. –) svéd énekes, szövegíró.

## Együttesei
1979-ben a svéd Gyllene Tider alapító tagja, és a feloszlásáig (1984) tagja volt. Egy barátjával, Marie Fredriksson-nal 1986-ban megalapította a Roxette együttest. Mindkettőben énekes és szövegíró. 1982 óta szólóban is dolgozik.

## Projektjei
- Pers Garage
- The Lonely Boys
- Son of a Plumber

## Magánélete
1993-ban vette feleségül barátnőjét, Åsa Nordint Eslövben. Egy gyermekük született, Gabriel Titus.

## Szólóalbumai
- Per Gessle 1983,
- Scener 1986,
- The World According To Gessle 1997,
- Mazarin 2003,
- Son of a Plumber 2005,
- En händig man 2007.
- Party Crasher 2008.